# Джалакудук
Джалакудук (узб. Jalaquduq / Жалақудуқ); до 1975 — Суфи-Кишлак, до 2016 — Ахунбабаев) — город и административный центр Джалакудукского района Андижанской области Узбекистана.

## История
В 1975 году Суфи-Кишлак получил статус города и был переименован в Ахунбабаев в честь узбекского политического деятеля Ю.А. Ахунбабаева. В 2016 году переименован в Джалакудук.
В городе расположена железнодорожная станция Грунчмазар на линии Андижан I—Карасу-Узбекский.

## Население
Население на 1989 год — 11 043 человека.

## Промышленность
В городе действует хлопкоочистительный завод и завод по производству строительных материалов.